# Bauen
Bauen är en ort i kommunen Seedorf i kantonen Uri i Schweiz. Den ligger vid Vierwaldstättersjön, cirka 7,5 kilometer nordväst om Altdorf. Orten har 173 invånare (2023).
Orten var före den 1 januari 2021 en egen kommun, men inkorporerades då i kommunen Seedorf.